# Pont mobile de l'Alliance
Le pont mobile de l'Alliance ou pont de l'Alliance est un pont routier mobile situé en Guadeloupe. Il permet de relier la commune de Baie-Mahault sur la Basse-Terre à celle des Abymes sur la Grande-Terre en franchissant, dans sa partie nord, la Rivière Salée, le détroit qui sépare les deux îles principales.

## Caractéristiques
Le pont est emprunté par la route nationale 11, une voie rapide reliant le quartier de la Jaille à Baie-Mahault à celui de Dothémare aux Abymes en desservant l'aéroport Guadeloupe - Pôle Caraïbes, situé au sud d'une boucle de la voie ; il permet ainsi à la RN 11 de jouer le rôle de déviation par le nord de l'agglomération de Pointe-à-Pitre.
Le pont franchit la Rivière Salée, le détroit séparant les îles de Basse-Terre et de Grande-Terre, au cœur de la mangrove qui constitue le fond sud de la baie du Grand Cul-de-sac marin, située au nord des deux îles principales de la Guadeloupe.
Le pont mobile de l'Alliance est l'un des deux ponts, avec le pont de la Gabarre plus au sud, qui permettent la circulation automobile entre les deux îles. En 2011, la circulation sur le pont a été estimée à 40 000 véhicules par jour.
Le pont peut s'ouvrir le matin entre 4 h 30 et 5 h 30 pour permettre le passage des navires dans les deux sens, de manière automatique les jours ouvrés de la semaine, ou sur demande auprès de la DDE les autres jours (samedi et dimanche). Depuis le 3 janvier 2021, la RN 11 et le pont sont fermés à la circulation automobile dans les deux sens tous les dimanches matin entre 6 h 30 et 11 h pour les laisser aux cyclistes qui peuvent pratiquer leur sport sur une boucle située entre le giratoire de Fonds-Sarail et l'échangeur de l'aéroport Pôle Caraïbes avec le pont pour côte. 